# Rolf Peter Sieferle
Rolf Peter Sieferle (* 5 d'agost de 1949, a Stuttgart; † 17 de setembre de 2016 a Heidelberg) va ser un historiador alemany.

## Vida i Obra
Després d'estudiar història, ciència política i sociologia a les universitats de Heidelberg i Constança, Sieferle va ser promogut en 1977 com doctor en filosofia a la facultat de filosofia de Constança amb una tesi sobre la teoria marxista.
En 1980, es va unir al grup de treball sobre l'ambient, la societat i l'energia a la Universitat-Gesamthochschule Essen. De 1980 a 1984, va estar allà embolicat en el projecte d'investigació de Klaus Michael Meyer-Abich i Bertram Schefold „Die Sozialverträglichkeit verschiedener Energiesysteme in doni industriegesellschaftlichen Entwicklung“ (L'impacte social dels diferents sistemes d'energia en el desenvolupament industrial de la societat). La seva publicació de 1982 Der unterirdische Wald. Energiekrise und industrielle Revolution (La floresta subterránea.Crisi energètica i revolució industrial), una publicació de la Federació dels Científics Alemanys, és un padrão de treball per a la transició d'energia de la fusta al carbó i la industrialização resultant. Gairebé vint anys més tard, va aparèixer la traducció anglesa lleugerament revisada a la publicació especialitzada en qüestions ambientals, White Hore Press. Dins el context del projecte d'investigació de la dècada de 1980, es va presentar també una visió general dels fundadors del moviment ambiental en Alemanya Fortschrittsfeinde? Opposition gegen Technik und Industrie von doni Romantik bis zur Gegenwart (Enemics del progrés?Oposició a la tecnologia i a la indústria, des del romanticisme fins al present), després de „Energetische Weltgeschichte“ (Història energètica mundial) de Frank Uekötter. En 1984 va aconseguir el títol d'agregat de lliure-docência a la Universitat de Constança, en el camp de la història moderna.
De 1988 a 1993, va ser beneficiári d'una borsa del Programa Heisenberg del Deutsche Forschungsgemeinschaft (Consell d'Investigació Alemany). En 1989, va rebre una Privatdozentur a la Universitat de Mannheim, en Alemanya, i en 1991, va ser professor adjunt allà. Va ser catedràtic convidat per a diverses càtedres a Zurich (ETH) i a Viena. En 1995, va assumir la gestió de l'històric focus de promoció de la fundació basada a Stuttgart Breuninger Stiftung.
En 1995, Sieferle va publicar "cinc esboços biográficos", de Paul Lensch, Werner Sombart, Oswald Spengler, Ernst Jünger, i Hans Freyer, atribuint-los a la "Revolució Conservadora". El seu treball va ser en el moment fort criticat en opinions professionals (German History, Politische Vierteljahresschrift). Claudius R. Köster, per exemple, censurà les seves representacions com de "esboçades" en el pla metodológic, teóric i de contingut. Va reconèixer una "intenció político-agitatorial" del, en la seva opinió, autor pròxim a ell mateix. Per a Armin Pfahl-Traughber es tracta de "assagística" tendenciosa, encara que amb contribucions perspicaces. Dins la seva última anàlisi seràn problemáticos la selecció de esboços i la "representació acrítica", especialment des d'un punt de vista teòric democràtic. D'acord amb Dirk Kretschmer i Siegfried Jäger del Duisburger Institut für Sprach- und Sozialforschung (Institut de lingüística i investigació social de Duisburgo) va intentar el " Alumne de Nolte" en la seva obra, "borrar l'ombra nazi que pesa sobre la estimativa dels autors pré-fascistas.Per a Volker Weiß es tracta d'una "col·lecció apologética de textes d'autors del nacionalisme de Weimar".
En la dècada de 1990 va defensar en el context d'un grup d'investigació del Instituts für Interdisziplinäre Forschung und Fortbildung, (Institut per a la investigació Interdisciplinar i la formació) de Viena "Una quantificació completa dels fluixos socials de materials i d'energia" (MEFA-Ansatz) (=abordagem MEFA).
De 2000 a 2004 va ser professor convidat permanent a la Universitat de St. Gallen, on es fa, en 2005, professor d'història general. Sieferle va ser aquest temps co-editor de la sèrie Umwelthistorische Forschungen (Investigacions històriques de l'ambient) (Böhlau Verlag). en 2010, va presentar un tres informes d'experts externs per a l'informe principal Welt im Wandel: Gesellschaftsvertrag für eine Große Transformation (Món en transició: Contracte social per a una gran transformació) del Wissenschaftlichen Beirats doni Bundesregierung Globale Umweltveränderungen (Consell Consultiu Alemany sobre canvis globals ambientals). 2012 va ser l'any de jubilació. El treball de Sieferles es va centrar sobre l'estructura i la història de les idees de la industrialização, així com de l'ambient i de la història universal.
Gustav Seibt, que també va escriure un obituari, va considerar Sieferle com "un interessant estilista" amb una "gran audácia amb la seva formulació narrativa i teórica". La seva última fase creativa serà caracteritzada, no obstant això, per un "esclat desordenat i primitivisme" i, per tant, la seva "capacitat de discernement" va desaparèixer. Seibt atestà en Sieferle un "cruel cinisme". Jan Grossarth li presta un homenatge en el Frankfurter Allgemeine Zeitung com un "poètic esperit lliure i gran historiador econòmic", i recalca alhora críticament, no obstant això, haver-hi ell escrit després d'una "viragem a la dreta" en 2014 "llibres verinosos de dreta radical".
Sieferle era casat i vivia a Heidelberg, on en 2016 va cometre suïcidi.

## Disputa ambFinis Germania
Postumament, l'editora de la nova-dreta Antaios va publicar el títol Finis Germania. El llibre es va col·locar al número nou de la llista de juny de "llibres del mes" de la NDR i de la süddeutsche Zeitung. Ho va aconseguir en aquesta llista perquè un dels vint-i-cinc jurats – com va provar en breu l'editor del Spiegel Johannes Saltzwedel – acumulà els seus anònimament atribuïts vint punts de votació, que es distribueixen normalment  entre tres o quatre títols, en aquest únic llibre. Això va provocar un escàndol.
Gustav Seibt, periodista i historiador, considera Finis Germania una "col·lecció de glosses i polèmiques". Es podria reconèixer aquí  totalment l' "antiquíssim tòpic antissemita de la venjança jueva, o de la revenja i de la crueltat jueves". El científic polític i co-jurat Herfried Münkler, va descriure la publicació com un treball impregnat "profundament d'idees antisemites". Per a l'historiador Volker Weiß, Sieferle, utilitza "l'argot de clàssics antisemites". Es tractaria aquest llibre d'una alienação del "escrit reivindicatiu" Der Sieg des Judenthums über de les Germanenthum (La victòria del judaísme sobre la germanitat) de 1879 del antisemita Wilhelm Marr. Weiß va qualificar la publicació de Sieferles com "un tractat tan horripilant com cínic envers la revisió històrica del passat d'Alemanya".
El periodista Christopher Caldwell, no obstant això, ho va jutjar contrariamente al New York Times.

## Publicacions (selecció)
- Die Revolution in der Theorie von Karl Marx (La revolució en la teoria de Karl Marx). Ullstein, Frankfurt am Main, 1979, ISBN 3-548-03584-1 (simultàniament en la Tesi doctoral a la Universitat de Constança, 1977).
- Der unterirdische Wald. Energiekrise und industrielle Revolution (La floresta subterrània. La crisi d'energia i la revolució industrial). Beck, Múnic, 1982, ISBN 3-406-08466-4.
- Fortschrittsfeinde? Opposition gegen Technik und Industrie von doni Romantik bis zur Gegenwart (Enemics del progrés ? Oposició a la tecnologia i la indústria des del període romàntic, fins al present). Beck, Múnic, 1984, ISBN 3-406-30331-5.
- Die Krise doni menschlichen Natur. Zur Geschichte eines Konzepts (La crisi de la naturalesa humana. La història d'un concepte). Suhrkamp, Frankfurt am Main, 1989, ISBN 3-518-11567-7.
- Bevölkerungswachstum und Naturhaushalt. Studien zur Naturtheorie doni klassischen Ökonomie (El creixement de la població i el medi ambient. Estudis sobre la teoria natural de l'economia clàssica). Suhrkamp, Frankfurt am Main, 1990, ISBN 3-518-58070-1.
- Epochenwechsel. Die Deutschen an doni Schwelle zum 21. Jahrhundert (Canvi d'era. Els alemanys al llindar del segle XXI). Propyläen, Berlín, 1994, ISBN 3-549-05156-5.
- Die konservative Revolution. Fünf biographische Skizzen (La revolució conservadora. Cinc esboços biográficos). Fischer, Frankfurt am Main, 1995, ISBN 3-596-12817-X.
- Rückblick auf die Natur: Eine Geschichte des Menschen und seiner Umwelt (Retrospetiva de la naturalesa: Una història de l'home i el seu ambient). Luchterhand, Munique, 1997, ISBN 3-630-87993-4.
- Die antiken Stätten von morgen: Ruinen des Industriezeitalters (Les antigues instal·lacions del demà: Les ruïnes de l'era industrial), amb fotografies de Manfred Hamm. Nicolai, Berlín, 2003, ISBN 978-3-87584-407-8.
- Amb Fridolin Krausmann, Heinz Schandl, Verena Winiwarter: De les Ende doni Fläche: Zum gesellschaftlichen Stoffwechsel doni Industrialisierung. Böhlau, Colònia de 2006, ISBN 3-412-31805-1 (=Umwelthistorische Forschungen. Band 2) (= Investigacions històriques ambientals. Volum II).
- Karl Marx zur Einführung (Introducció a Karl Marx). Junius, Hamburgo, 2007, ISBN 978-3-88506-638-5.
- Transportgeschichte (La història del transport). Lit, Berlín, 2008, ISBN 978-3-8258-0697-2(= Der europäische Sonderweg. Band 1) (= El excepcionalisme europeu. Volum I).
- Com ed.: Familiengeschichte: Die europäische, chinesische und islamische Familie im historischen Vergleich (Història de la família: L'europea, xinesa i islàmica en la comparança històrica). Lit, a Viena / Zurique / Berlín / Münster, 2008, ISBN 978-3-8258-1503-5 (= Der Europäische Sonderweg. Band 2).(= El excepcionalismo europeu. Volum II).
- Deutschland, Schlaraffenland. Auf dem Weg in die multitribale Gesellschaft (Alemanya, el paradís. Al camí per a la societat multitribal). Arxivat 2017-03-08 a Wayback Machine. En: Tumult, Vierteljahresschrift für Konsensstörung  (Escrit trimestral per a la perturbació del consens), nº 4/2015, Hivern 2015/16, p. 23-28. (Obituari per Gustav Seibts dins SZ: Sieferles "última intervenció")
- Das Migrationsproblem: Über die Unvereinbarkeit von Sozialstaat und Masseneinwanderung (La qüestió de la migração: Sobre la incompatibilitat de l'estat del benestar i de la immigració massiva). Manu Scriptum, Waltrop 2017. ISBN 978-3944872414.
- Finis Germania. Antaios, Steigra 2017. [[Special:BookSources/9783944422503|ISBN 978-3-944422-50-3.]] (= Kaplaken. Volum L)